# Grootfontein
Grootfontein (wymowa afrikaans: [χroətfontɛin]) – miasto w północno-wschodniej Namibii, w regionie Otjozondjupa, na południowy wschód od miasta Tsumeb. Około 25 tys. mieszkańców. W latach 1988–1990 stacjonował tam Polski Kontyngent Wojskowy w UNTAG.
Sławę przyniosło miastu odkrycie w jego okolicy największego meteorytu na Ziemi – meteorytu Hoba. W miejscowym muzeum znajduje się pierwszy naukowy opis tego znaleziska.
W mieście rozwinął się przemysł mleczarski, mięsny oraz skórzany.